# アフロ・ポーリ
アフロ・ポーリ（Afro Poli, 1902年12月22日 - 1988年2月22日）は、イタリア出身のバリトン歌手。

## 生涯
ピサの生まれ。1925年からピサ・コラール協会でブルーノ・ポッツィに声楽の指導を受け、1930年に地元のヴェルディ劇場でジュゼッペ・ヴェルディの《椿姫》の上演に参加してデビューを果たした。デビュー後もミラノでジーノ・ネーリの下で研鑽を積み、1937年から1955年までミラノ・スカラ座でバリトン歌手を務めた。
ローマにて死去。

## 映画出演
- ヘラクレス Le fatiche di Ercole (1958)